# Espalem
Espalem település Franciaországban, Haute-Loire megyében. Lakosainak száma 326 fő (2022. január 1.). Espalem Blesle, Grenier-Montgon, Léotoing, Lorlanges és Saint-Beauzire községekkel határos.

## Népesség
A település népességének változása:
| Lakosok száma | 244  | 213  | 212  | 255  | 305  | 298  | 304  | 322  | 331  | 326  |
|               | 1968 | 1982 | 1990 | 2006 | 2013 | 2015 | 2017 | 2019 | 2020 | 2022 |